# Ерл Бойкінс
Ерл Антуан Бойкінс (англ. Earl Antoine Boykins, нар. 2 червня 1976, Клівленд, Огайо, США) — американський професіональний баскетболіст, що грав на позиції розігруючого захисника за низку команд НБА. Гравець національної збірної США. Зі зростом 165 см є другим найнижчим гравцем в історії НБА після Маггсі Боугса, у якого було 160 см.

## Ігрова кар'єра
На університетському рівні грав за команду Істерн Мічиган (1994–1998). 
1998 року виставив свою канидадуру на драфт НБА, проте не був вибраний. Після цього підписав контракт з командою «Рокфорд Лайтнінг» з КБА, за яку відіграв один сезон.
Кар'єру в НБА розпочав 1999 року виступами за «Нью-Джерсі Нетс», захищав кольори команди з Нью-Джерсі протягом одного неповного сезону.
Частину 1999 року виступав у складі «Клівленд Кавальєрс».
Частину 1999 року виступав у складі «Орландо Меджик».
Наступною командою в кар'єрі гравця була «Клівленд Кавальєрс», за яку він відіграв лише частину сезону 2000 року.
З 2000 по 2002 рік грав у складі «Лос-Анджелес Кліпперс».
2002 року перейшов до «Голден-Стейт Ворріорс», у складі якої провів наступний сезон своєї кар'єри.
Наступною командою в кар'єрі гравця була «Денвер Наггетс», за яку він відіграв 4 сезони.
З 2007 по 2008 рік грав у складі «Мілвокі Бакс».
Частину 2008 року виступав у складі «Шарлотт Бобкетс».
Наступною командою в кар'єрі гравця була «Віртус» (Болонья) з Італії, за яку він відіграв один сезон. У складі команди став переможцем Євровиклику ФІБА.
З 2009 по 2010 рік грав у складі «Вашингтон Візардс».
2010 року перейшов до «Мілвокі Бакс», у складі якої провів наступний сезон своєї кар'єри.
Останньою ж командою в кар'єрі гравця стала «Х'юстон Рокетс», до складу якої він приєднався 2012 року і за яку відіграв 8 матчів.

## Статистика виступів

### Регулярний сезон
| Сезон             | Команда                 | GP  | GS | MPG  | FG%  | 3P%  | FT%  | RPG | APG | SPG | BPG | PPG  |
| ----------------- | ----------------------- | --- | -- | ---- | ---- | ---- | ---- | --- | --- | --- | --- | ---- |
| 1998–99           | «Нью-Джерсі Нетс»       | 5   | 0  | 10.2 | .476 | .200 | .000 | .8  | 1.2 | .2  | .0  | 4.2  |
| 1998–99           | «Клівленд Кавальєрс»    | 17  | 0  | 10.0 | .345 | .154 | .667 | .8  | 1.6 | .3  | .0  | 2.6  |
| 1999–00           | «Орландо Меджик»        | 1   | 0  | 8.0  | .750 | .000 | .000 | 1.0 | 3.0 | .0  | .0  | 6.0  |
| 1999–00           | «Клівленд Кавальєрс»    | 25  | 0  | 10.1 | .473 | .400 | .783 | 1.0 | 1.8 | .5  | .0  | 5.3  |
| 2000–01           | «Лос-Анджелес Кліпперс» | 10  | 0  | 14.9 | .397 | .125 | .824 | 1.1 | 3.2 | .5  | .0  | 6.5  |
| 2001–02           | «Лос-Анджелес Кліпперс» | 68  | 2  | 11.2 | .400 | .310 | .770 | .8  | 2.1 | .3  | .0  | 4.1  |
| 2002–03           | «Голден-Стейт Ворріорс» | 68  | 0  | 19.4 | .429 | .377 | .865 | 1.3 | 3.3 | .6  | .1  | 8.8  |
| 2003–04           | «Денвер Наггетс»        | 82  | 3  | 22.5 | .419 | .322 | .877 | 1.7 | 3.6 | .6  | .0  | 10.2 |
| 2004–05           | «Денвер Наггетс»        | 82  | 5  | 26.4 | .413 | .337 | .921 | 1.7 | 4.5 | 1.0 | .1  | 12.4 |
| 2005–06           | «Денвер Наггетс»        | 60  | 0  | 25.7 | .410 | .346 | .874 | 1.4 | 3.8 | .8  | .1  | 12.6 |
| 2006–07           | «Денвер Наггетс»        | 31  | 4  | 28.3 | .413 | .373 | .908 | 2.0 | 4.3 | .8  | .1  | 15.2 |
| 2006–07           | «Мілвокі Бакс»          | 35  | 19 | 33.0 | .427 | .419 | .886 | 2.2 | 4.5 | .9  | .0  | 14.0 |
| 2007–08           | «Шарлотт Бобкетс»       | 36  | 0  | 16.0 | .355 | .318 | .831 | .9  | 2.7 | .4  | .0  | 5.1  |
| 2009–10           | «Вашингтон Візардс»     | 67  | 1  | 16.7 | .427 | .317 | .865 | 1.1 | 2.6 | .4  | .0  | 6.6  |
| 2010–11           | «Мілвокі Бакс»          | 57  | 0  | 15.1 | .443 | .380 | .841 | 1.0 | 2.5 | .7  | .1  | 7.2  |
| 2011–12           | «Х'юстон Рокетс»        | 8   | 0  | 13.9 | .333 | .222 | .867 | 1.4 | 2.1 | .1  | .0  | 4.9  |
| Усього за кар'єру | Усього за кар'єру       | 652 | 34 | 19.9 | .417 | .348 | .876 | 1.3 | 3.2 | .6  | .1  | 8.9  |

### Плей-оф
| Сезон             | Команда           | GP | GS | MPG  | FG%  | 3P%  | FT%  | RPG | APG | SPG | BPG | PPG  |
| ----------------- | ----------------- | -- | -- | ---- | ---- | ---- | ---- | --- | --- | --- | --- | ---- |
| 2004              | «Денвер Наггетс»  | 5  | 0  | 24.2 | .444 | .357 | .857 | 2.4 | 3.8 | 1.0 | .2  | 13.4 |
| 2005              | «Денвер Наггетс»  | 5  | 1  | 30.4 | .397 | .000 | .895 | 1.0 | 3.8 | .8  | .2  | 14.2 |
| 2006              | «Денвер Наггетс»  | 5  | 0  | 28.0 | .322 | .211 | .795 | 1.4 | 4.0 | .8  | .0  | 11.0 |
| Усього за кар'єру | Усього за кар'єру | 15 | 1  | 27.5 | .389 | .225 | .837 | 1.6 | 3.9 | .9  | .1  | 12.9 |